# Латеральное коленчатое тело
Латеральное коленчатое тело (наружное коленчатое тело, ЛКТ) — легко распознаваемая структура мозга, которая помещается на нижней латеральной стороне подушки таламуса в виде достаточно большого плоского бугорка. В ЛКТ приматов и человека морфологически определено шесть слоев: 1 и 2 — слои крупных клеток, 3-6 — слои мелких клеток. Слои 1, 4 и 6 получают афференты от контрлатерального (расположенного в противоположном по отношению к ЛКТ полушарии) глаза, а слои 2, 3 и 5 — от ипсилатерального (расположенного в том же, что и ЛКТ полушарии).

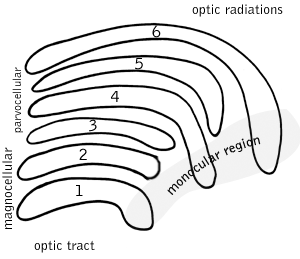
Схематическая диаграмма ЛКТ приматов. Слои 1 и 2 расположены более вентрально, ближе к приходящим волокнам оптического тракта.

Число слоев ЛКТ, участвующих в обработке сигнала, приходящего от ганглиозных клеток сетчаток, различно в зависимости от углового положения (эксцентриситета) клетки:
- — при эксцентриситете меньше 1º в обработке участвуют два мелкоклеточных слоя;
- — от 1º до 12º (эксцентриситет слепого пятна) — все шесть слоев;
- — от 12º до 50º — четыре слоя;
- — от 50º — два слоя, связанных с контрлатеральным глазом

Бинокулярных нейронов в ЛКТ приматов нет. Они появляются только в первичной зрительной коре.